# کارلوس ایزگویردو
کارلوس ایزگویردو (به انگلیسی: Carlos Izquierdo؛ زادهٔ ۲ اکتبر ۱۹۹۷) یک کشتی‌گیر آزادکار اهل کلمبیا است. وی سابقه حضور در المپیک ۲۰۱۶ ریو و المپیک ۲۰۲۰ توکیو را دارد.